# Programa Alimentario Nacional

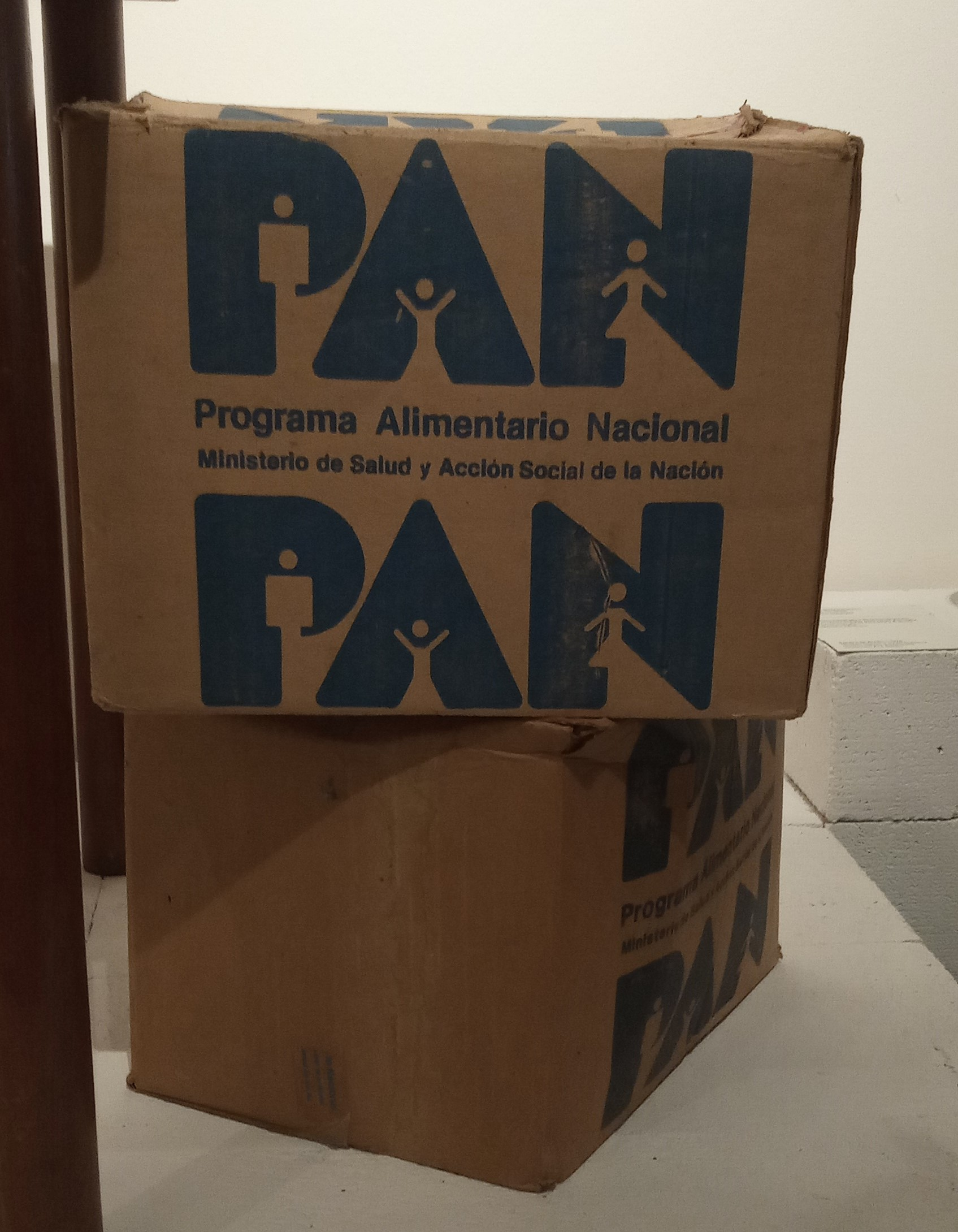
Cajas del Programa Alimentario Nacional, exhibidas en el Museo de Arte Latinoamericano de Buenos Aires con motivo de una exposición sobre diseño gráfico argentino en el 2023.

El «Programa Alimentario Nacional» (PAN) de Argentina fue una política de emergencia para afrontar el hambre y la pobreza implementada durante la presidencia de Raúl Alfonsín. Consistía en el reparto mensual de cajas de alimentos a familias de escasos recursos (las cajas PAN) a través de los municipios. Se entragaban 1,2 millones de cajas mensuales.
El proyecto de ley fue enviado al congreso en diciembre de 1983 y aprobado en marzo de 1984 (ley n.º 23 056). La ley estipulaba que el plan duraría dos años pero finalmente se mantuvo vigente  hasta el fin del mandato de Alfonsín. Los primeros envíos se realizaron en abril de 1984 al Gran Buenos Aires, Santiago del Estero y Misiones. El plan estaba bajo la órbita del Ministerio de Salud y Acción Social de Aldo Neri y estaba dirigido por Enrique «Coti» Nosiglia y Fernando Alfonsín.
El PAN inspiró posteriormente otros planes similares implementados en otros países latinoamericanos. Autores críticos delinean que no se trataba de un programa dirigido a reducir la pobreza estructural sino de una medida que seguía la tradición asistencialista del Estado argentino y de corto plazo.

## Contenido
Cada caja incluía:
- 2 kilos de leche en polvo
- 2 kilos de harina de trigo
- 2 kilos de harina de maíz
- 2 litros de aceite de girasol
- 1 kilo de fideos
- 1 kilo de arroz
- 1 kilo de porotos
- 1 kilo de carne enlatada

## Críticas
El padrón con que se construyó el PAN resultó ineficientemente realizado; la información adicional que aportaban los municipios resultó sospechada de haber sido conformada con criterios políticos partidistas.[cita requerida] El operativo constó de dos mil personas, que se proponían llevar alimentos a cuatro millones de beneficiarios. Durante 1985 se suscitaron denuncias de corrupción en torno del manejo del programa. En Tucumán se denunció la repartija de cajas PAN a cambio de votos radicales antes de la elección de 1985.
En 1987, el entonces gobernador de Buenos Aires, Antonio Cafiero, dijo que las cajas PAN eran limosnas que “enturbian la mente de los argentinos”. María Julia Alsogaray declaró que el PAN era culpable de “una generación de niños del Estado. Al recibir alimentos de manos del Estado y no de sus padres se cambia fundamentalmente su estructura psicológica, y no podemos esperar que tengan la dosis necesaria de energía y actividad individual que es fundamental para impulsar a este país hacia adelante”.